# マウイ島
マウイ島（マウイとう、Maui）は、アメリカ合衆国ハワイ州（ハワイ諸島）の島である。ハワイで2番目に、合衆国全体で17番目に大きい島である。面積1,883平方キロメートル。もともとは2つの島であったものが、現在の島南東部に位置するハレアカラ火山の噴火により流れ出た溶岩でつながり、現在の形となった。その地形から別名The Valley Isleとも呼ばれる。
マウイ島、モロカイ島、ラナイ島、カホオラウェ島の4島で構成されるマウイ郡の中心であり、郡全体の人口は128,094人（2000年国勢調査）、そのうち約9割の人口がマウイ島に集中、人口はオアフ島、ハワイ島に次ぎ州内3番目に多い。
空港のあるカフルイが島の政治経済の中心で、島の北西のカアナパリ、カパルア地区、また南西のキヘイ、ワイレア、マケナ地区に、リゾートホテル、コンドミニアム、ゴルフ場が集中している。また、島中西部の港町ラハイナは、かつてハワイ王朝の首都であった古都であり、19世紀には捕鯨基地として栄えた歴史も持つ。
島東岸は、ハレアカラ山の麓にあたり、厳しいカーブの道が続くが、カフルイ空港から90キロメートルほど南、ハナの町には、アメリカの著名人にも隠れ家的ホテルとして知られる超高級ホテル、ホテル・ハナ・マウイがある。

## 地理・気象

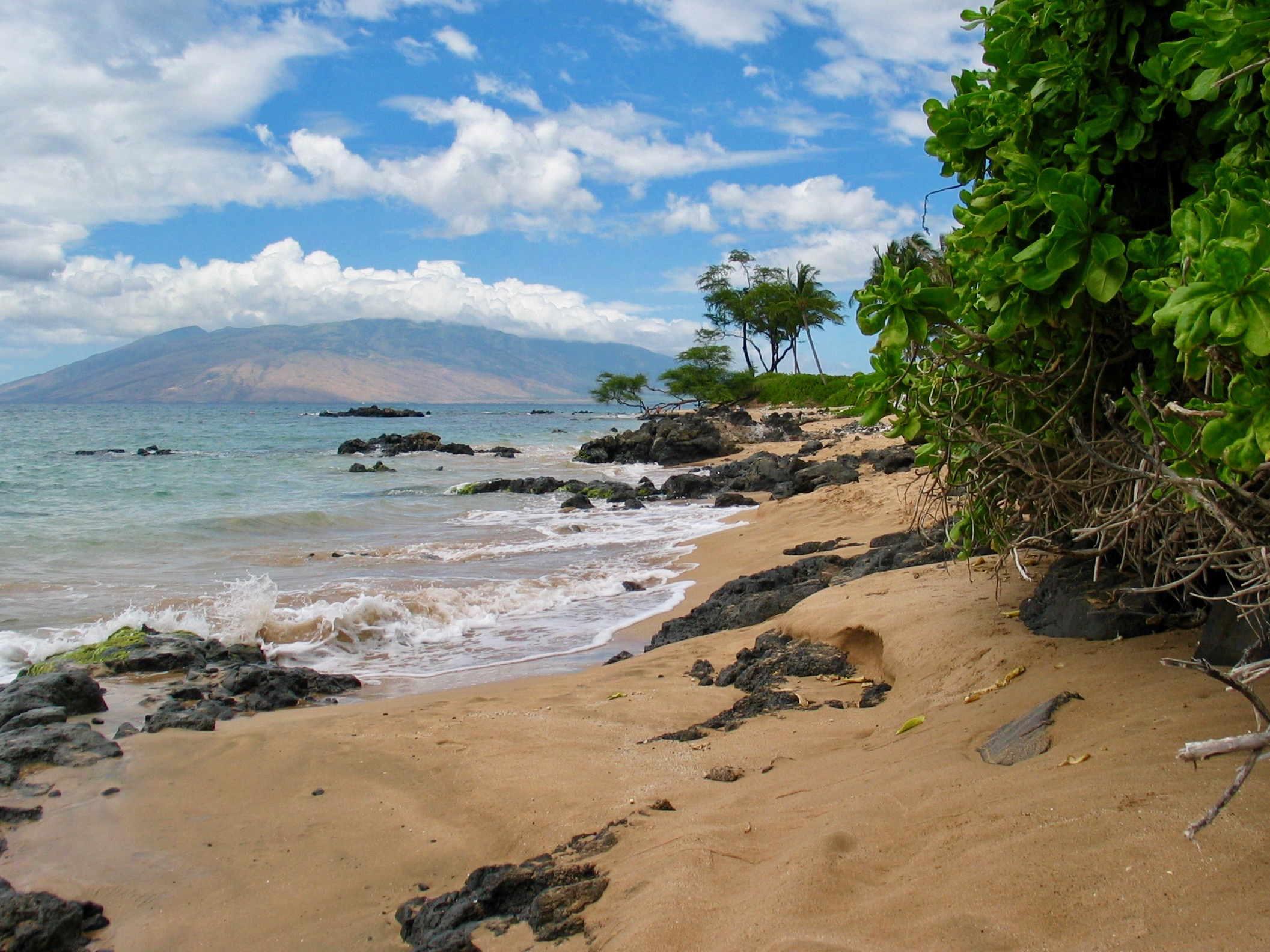
キヘイビーチ（マウイ島南中央部）

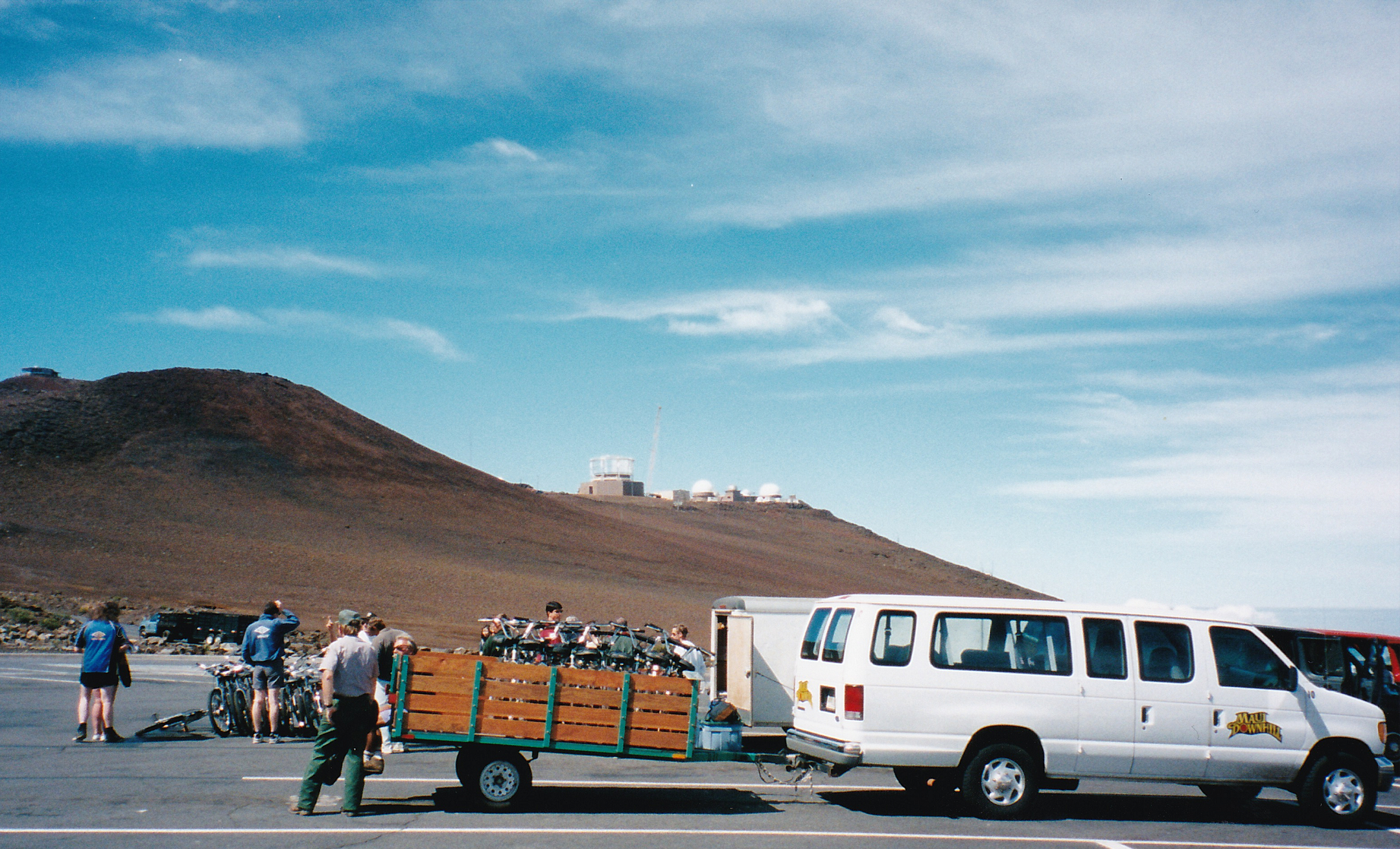
ハレアカラ天文台（1997年4月）

上記の通り、もともとマウイ島は、北西側のプウ・ククイ山Pu'u Kukuiのある島と、南東側のハレアカラ山Haleakalaが溶岩で繋がり形成された島である。その形は女性の上半身に形容される。標高3,000メートル超のハレアカラ山頂は、映画『2001年宇宙の旅』の撮影にも使用された。
山頂にはハワイ大学天文学研究所が所有するハレアカラ天文台もある（en:Haleakala_Observatory）。
標高が高い場所では、雪が観測されることもある。
ワイレア沖に三日月の形をした無人の小島、モロキニ島がある。

## 災害
2023年の山火事
2023年8月8日、アメリカ合衆国ハワイ州マウイ島での大規模火災により大きな被害が発生。ホワイトハウス公式声明、アメリカ合衆国ハワイ州緊急宣言公式声明公表。
救援金支援金、必要としている支援物資、ボランティア情報など、アメリカ合衆国政府および州などの政府機関公式サイトに掲載されている。なお、慈善団体などを装った詐欺などの不審な人や情報などへの注意喚起も行われている。
2025年7月の津波
2025年7月30日、ロシアのカムチャツカ半島沖で発生した地震により津波が発生。避難や空港や港の閉鎖などが行われた。第1波は当日中にマウイ島にも到達して、1メートル23センチの津波が観測された。津波による特段の被害は報告されなかった。

## 主要地域

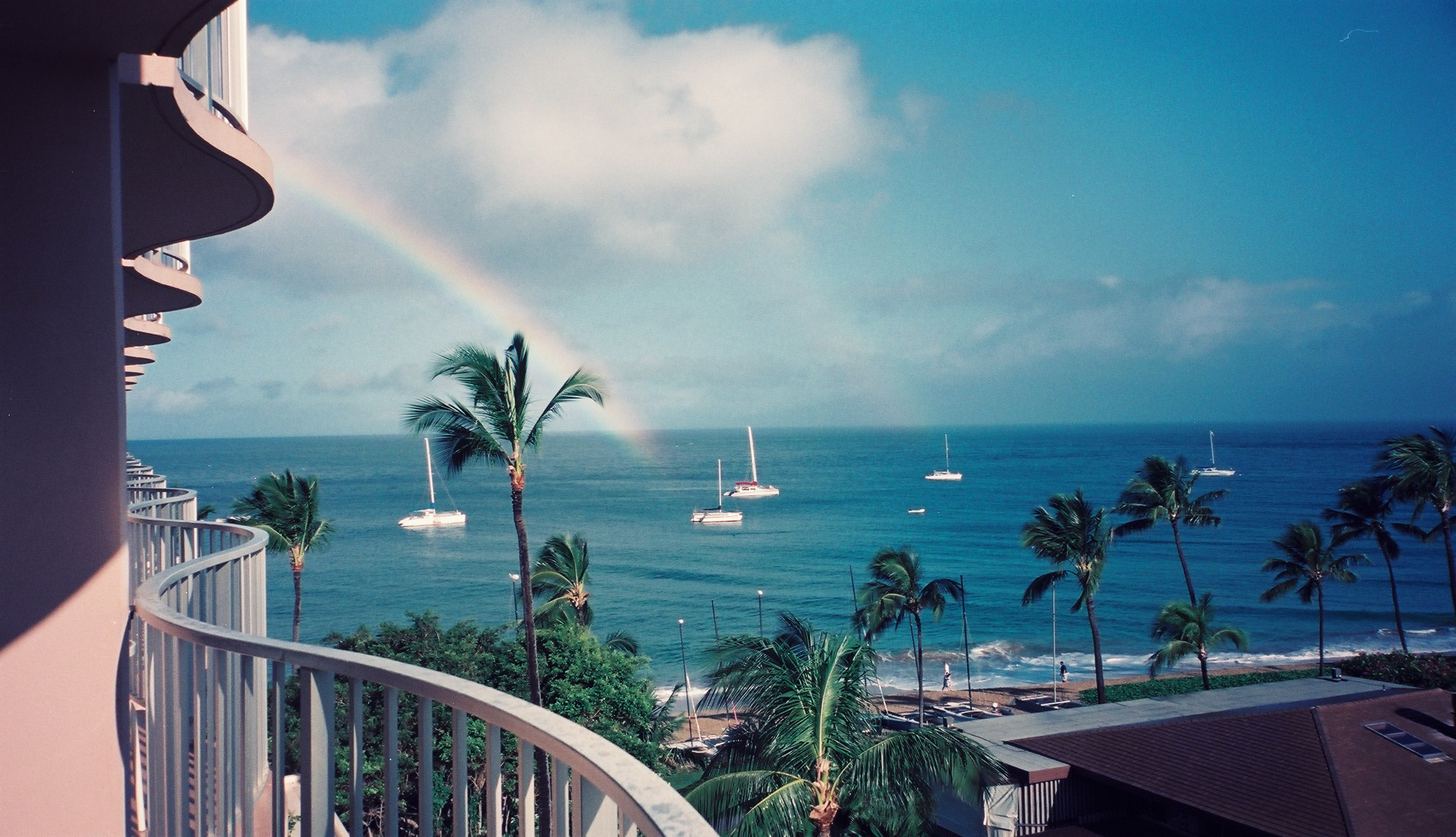
カアナパリのビーチ

- ハイク・パウウェラ
- ハリイマイレ
- ハナ
- カアナパリ
- カフルイ
- カパルア
- キヘイ
- ラハイナ
- マアラエア
- マカワオ
- ナピリ・ホノコワイ
- パイア
- プカラニ
- ワイヘエ・ワイエフ
- ワイカプ
- ワイレア・マケナ
- ワイルク - マウイ郡 郡庁所在地

### その他の地域
- ハイク
- ケオケア
- ナピリ
- プウネネ
- ワイヘエ

## 産業・経済
マウイ島の経済は完全に観光業に依存している。マウイ経済開発委員会によると、2023年8月のマウイ島山火事以前の島で生み出される金銭の約5分の4は「観光業」によるものであり、住民の働き先で観光業以外となると残りは建築業くらいである。経済開発委員会は観光客を「経済のエンジン」と呼んでいる。

### 廃れた産業

#### 捕鯨業
かつては、マウイ島のラハイナを中心とする捕鯨業があった。

#### サトウキビ栽培
ハワイの伝統的な産業である商用サトウキビ栽培と製糖業は、マウイ島のプウネネだけにアレクサンダー&ボールドウィンの農場が唯一残っていたが、2016年12月で廃業した。ここが廃業したことで、ハワイ州での商用サトウキビ栽培も途絶えた。

### 観光業

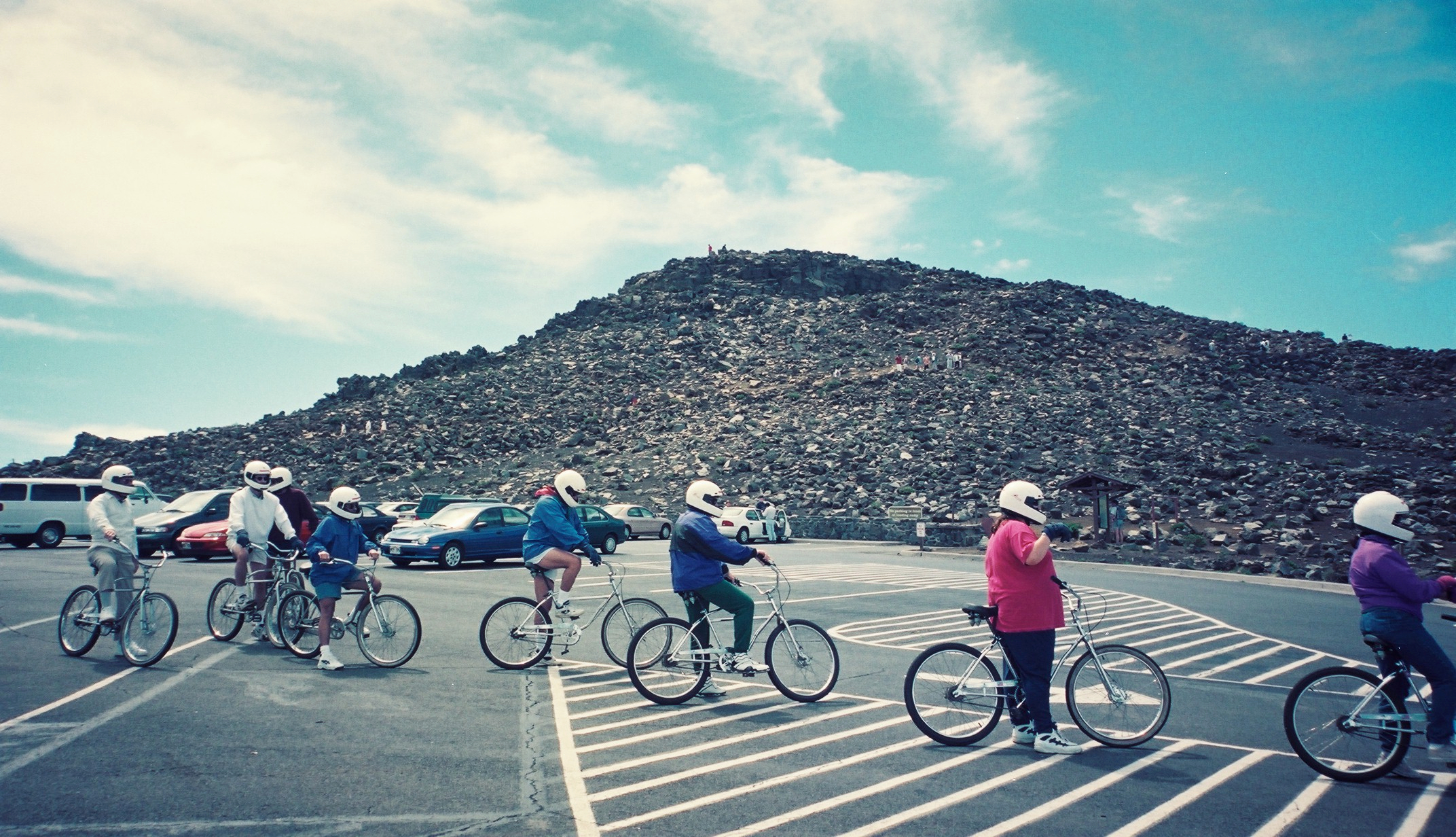
ロードバイクに乗る観光客
（ハレアカラ ビジターセンター）

マウイ島の2007年の訪問者数は約263万9929人。そのうちほとんどがアメリカ国内とカナダからの観光客であり、訪問客全体の4割が海外からの旅行客で占められるオアフ島に比べ、明らかにアメリカ本土からの観光客を中心とした観光地であり（最も国内比率が高いのはカウアイ島の約89%）、日本人観光客数の相対的比率は低い。よって、マウイ島の観光マーケットもおのずとアメリカ志向となっている。
観光客のほとんどは、島の西海岸に面する地域、北はカパルア (Kapalua)、カアナパリ (Kaanapali)、ラハイナ、南海岸に面する地域のキヘイ、ワイレア (Wailea)にあるリゾートホテルやコンドミニアムを利用している。
マウイ島周辺には、冬になると多くのザトウクジラが出産と子育てのために来るため、ハワイ諸島の中でもホエールウォッチングで特に有名である。シーズンは年末から4月初めごろまで。
また、毎年9月には、マウイ・マラソンが開催されるが、同大会はかつて上岡龍太郎の冠大会であった時期もある。コースは空港のあるカフルイをスタートし、カアナパリをゴールとする26.2マイル（42.195キロメートル）。

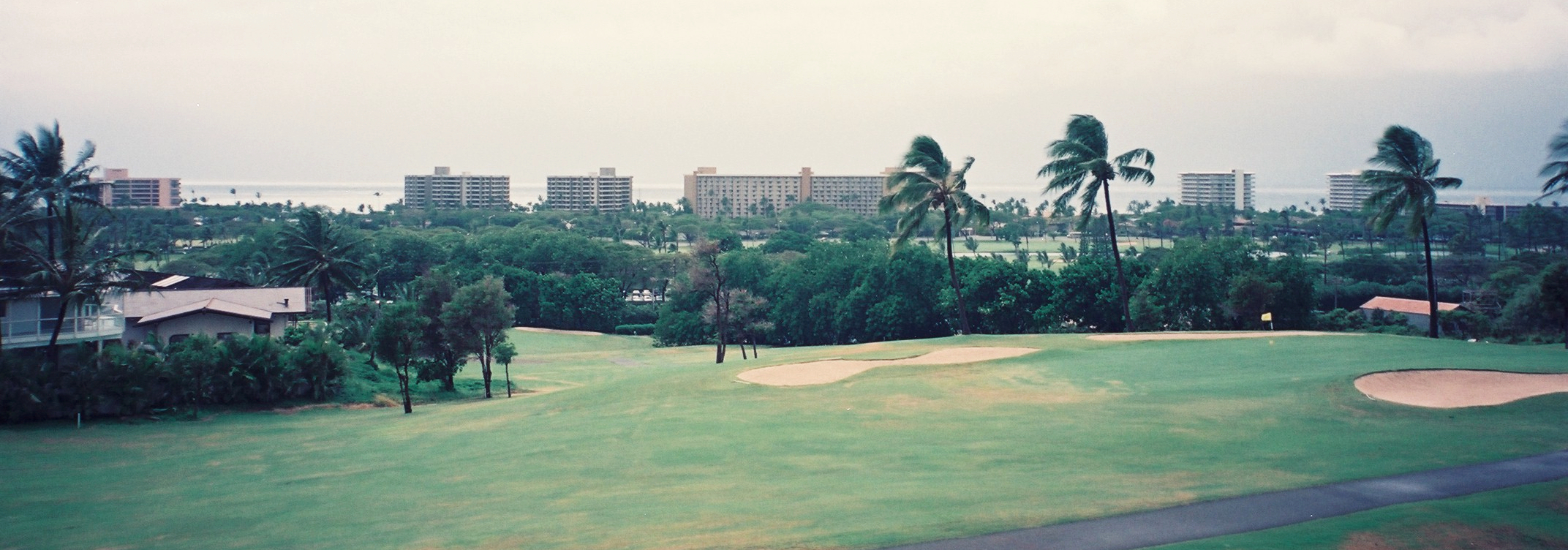
カアナパリのリゾートホテル

### ハイテク産業
マウイ郡政府は、新たなる産業を生みだそうとキヘイのハイテク産業にも力を入れている。

## 交通

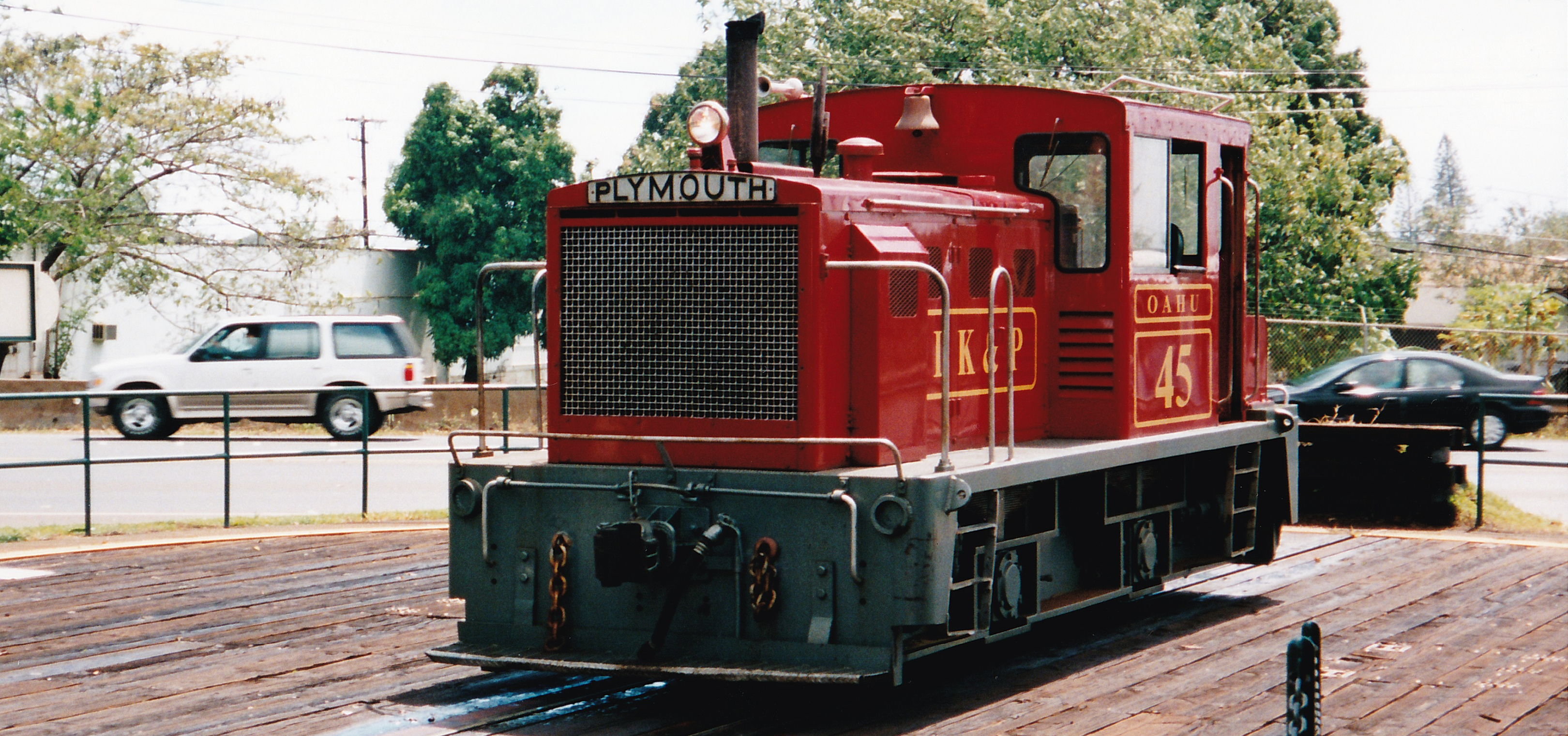
さとうきび列車 Oahu No.45 (1997年4月26日）

### 島内の交通
マウイ島の東部はハレアカラ山で人口が少ないが、島の中央部と西部の南岸と西岸には公共バスが走っており、ハワイ州ではオアフ島のホノルルに次いで公共交通機関が発達している。
かつてあったカフルイ鉄道は今はなく、ラハイナ・カアナパリ・アンド・パシフィック鉄道が観光列車として復活させた（現在は運休中）。鉄道車両はアレクサンダー&ボールドウィン砂糖博物館に展示されている。

### 島外との交通
- カフルイ空港 (OGG)
- カパルア・ウエスト・マウイ空港 (JHM)
- ハナ空港 (HNM)
- カフルイ港（ハワイ・スーパーフェリーの項を参照）

## 主なホテル
- ホテル・ハナ・マウイ
- ザ・リッツ・カールトン・カパルア
- カパルア・ベイ-ア・ルネッサンス・リゾート
- ザ・ウェスティン・マウイ・リゾート＆スパ
- ハイアット・リージェンシー・マウイ
- シェラトン・マウイ・ホテル
- グランド・ワイレア・リゾート＆スパ
- フェアモント・ケア・ラニ・マウイ
- ダイヤモンド・リゾート・ハワイ
- レジデンスイン・バイ・マリオット・マウイ・ワイレア
- カパルア・ヴィラ
- カアナパリ・アリイ
- ラハイナ・ショアーズ